# عبد المجيد حسين
عبد المجيد حسين ( (بالصومالية: Cabdulmajiid Xuseen)‏ ؛ (بالأمهرية: አብዱልመጂድ ሁሴን)‏ ) من مواليد عام 1944 ) ، يُطلق عليه أيضًا لقب የማሰብ ችሎታ ያለው አንበሳ معناه هو (الأسد الذكي) ، هو سياسي إثيوبي والممثل الدائم لدولة إثيوبيا لدى الأمم المتحدة. كان رئيسًا لحزب الرابطة الديمقراطية الصومالية الإثيوبية (أختصار أسم الحزب: أي أس دي أيل) في المنطقة الصومالية بإثيوبيا ، من عام 1995 إلى عام 1998. كان اقتصاديًا حكوميًا مهما. في عام 1997 ، تم تعيين عبد المجيد حسين في منصب وزير الاتصالات السلكية واللاسلكية في دولة إثيوبيا وشغل منصب وزير الاتصالات والنقل في دولة إثيوبيا من عام 1997 إلى عام 2001. في عام 2001 ، تم تعيينه كسفيرا لدولة إثيوبيا لدى الأمم المتحدة وكان يعمل كممثل دائم لإثيوبيا لدى الأمم المتحدة حتى وفاته.

## السيرة الشخصية
ولد عبد المجيد حسين في مدينة ديرة داوا ، التي تقع في دولة إثيوبيا . كان عبد المجيد حسين ينتمي إلى عشيرة هبر أوال من قبيلة إسحاق العربية اليمنية . في عام 1992 ، كان عبد المجيد حسين خبيرًا اقتصاديًا حكوميًا مهما ، وعمل على فتح الاقتصاد الإثيوبي للسوق الحرة. في عام 1995 ، أصبح عبد المجيد حسين زعيم حزب الرابطة الديمقراطية الصومالية الإثيوبي (أختصار أسم الحزب: أي أس دي أيل) في المنطقة الصومالية بإثيوبيا. كان عبد المجيد حسين ضحية محاولة اغتيال خلال الاضطرابات التي طالت جماعة الاتحاد الإسلامية الصومالية. بحلول عام 1998 ، كان قد خدم عبد المجيد حسين في الحكومة لمدة 7 سنوات ، وكان يشغل منصب وزير الاتصالات والنقل في إثيوبيا. في عام 2001 ، تم تعيين عبد المجيد حسين سفيراً لدولة إثيوبيا لدى منظمة الأمم المتحدة ، وهي الوظيفة التي رفضها عبد المجيد حسين في عام 1998.